# Walraven van Hall

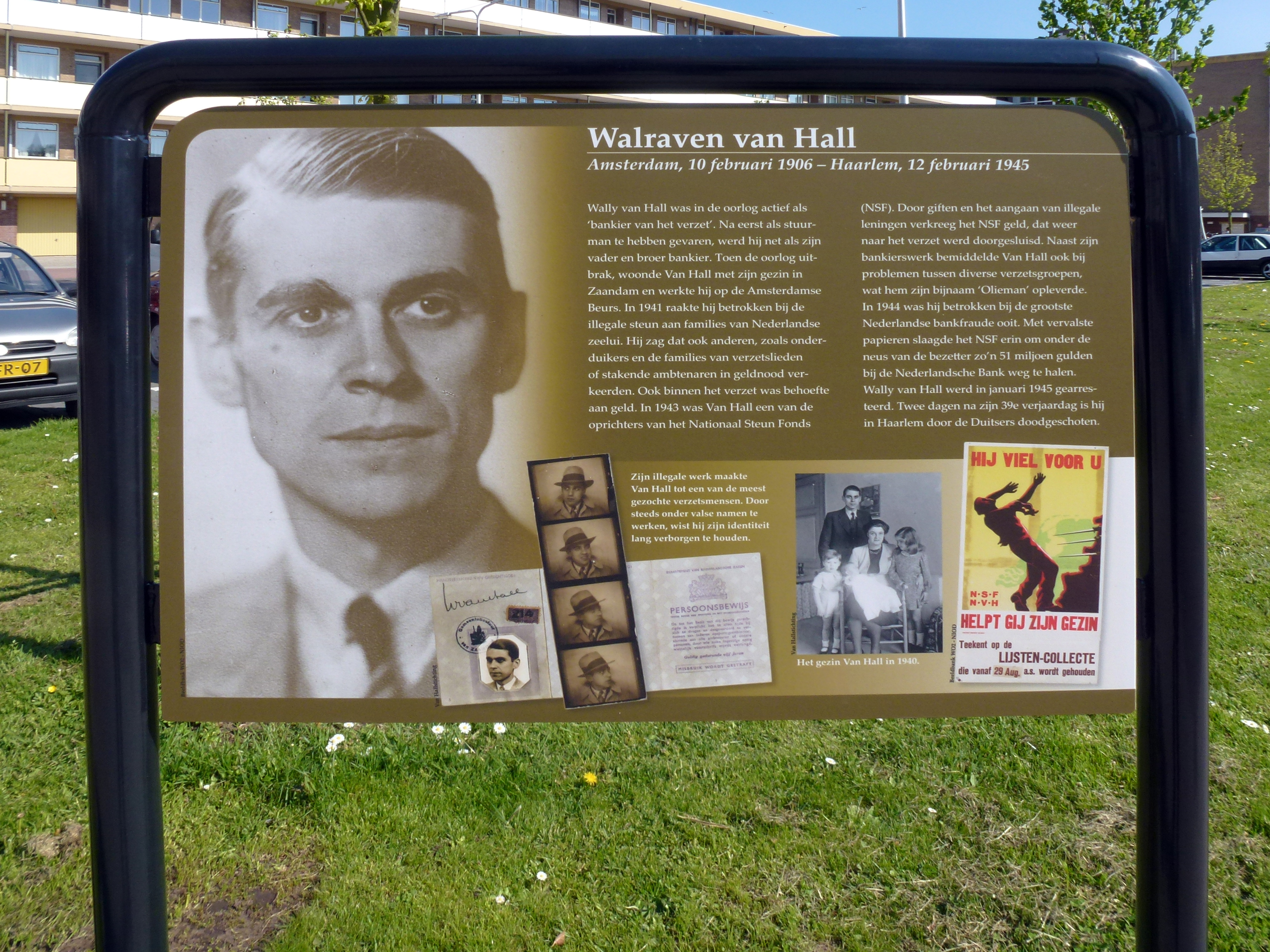
Tafel zum Gedenken an Walraven van Hall in Gouda

Walraven van Hall (* 10. Februar 1906 in Amsterdam; † 12. Februar 1945 in Haarlem) war ein niederländischer Bankier, der den niederländischen Widerstand während der deutschen Besatzung der Niederlande finanzierte.
Als Pseudonym verwendete er den Namen van Tuyl.

## Leben

### Vorkriegszeit
Walraven „Wally“ von Hall wurde als drittes Kind von insgesamt zehn Kindern von Adriaan Floris van Hall, einem Bankier, und Petronella Johanna Boissevain geboren. Viele Mitglieder der Familie waren in den Niederlanden als Unternehmer und Bankiers bekannt.
Nach seiner Schulzeit besuchte er das Maritiim Institut Willem Barentsz auf Terschelling und verließ es 1925 als Steuermannslehrling. Als solcher arbeitete er für die Royal Holland Lloyd NV. Nachdem er das Diplom als zweiter Steuermann erlangt hatte, wurde er zu seiner großen Enttäuschung wegen seiner eingeschränkten Sehfähigkeit im Jahr 1929 ehrenhaft aus dem Dienst entlassen.
In New York City wohnte sein Bruder Gijsbert van Hall (Bürgermeister von Amsterdam 1957–1967), der als Bankier tätig war. Walraven van Hall zog 1929 nach New York und bekam durch Hilfe seines Bruders Arbeit in einer Bank an der Wall Street. Nach einem Jahr kehrte er in die Niederlande zurück und leitete eine Zweigstelle der Bank H. Oyens & Zn, in der sein Vater Direktor war. Im März 1940 wurde er Partner der Bank und Effektenhandlung Mi in Zaandam Veltrup. Er heiratete Tilly den Tex. Aus der Ehe gingen drei Kinder hervor.

### Besatzungszeit ab 1940
Im August 1940 wurde er Präsident der Abteilung der Niederländischen Union (Nederlandsche Unie) in Zaandam. Diese Bewegung hatte sich zum Ziel gesetzt, die Bevölkerung der Niederlande zu einen. Sie wurde Ende 1941 von der deutschen Besatzungsmacht verboten. Van Hall reagierte besorgt auf die antijüdischen Maßnahmen der Besatzer.
Walraven van Hall und sein Bruder gingen in den Untergrund. Sie halfen, Geld für Streikende und Familien von Seeleuten aufzutreiben. Dabei hielt van Hall Kontakt zur niederländischen Exilregierung und sorgte dafür, dass die Kreditgeber die Sicherheit hatten, ihre Darlehen nach Ende der Besatzung von der niederländischen Regierung zurückzubekommen. Van Hall konnte die Namen der Kreditgeber nicht offen notieren. Also teilte er den Kreditgebern eine wertlose Aktie aus und notierte Codenamen der Empfänger und die Anzahl der Aktien. So entstand eine Untergrund-Bank, die mittellosen Familien und untergetauchten Juden neben Geld auch Lebensmittelkarten und Ausweise zukommen ließ.
Mit Billigung der niederländischen Exilregierung konnte van Hall von der niederländischen Bank (De Nederlandsche Bank) 50 Millionen Gulden erhalten, indem er Geldscheine fälschte und sie in Banken in echte Geldscheine umtauschen ließ. Walraven van Hall wurde Leiter des National Support Fund. Er unterstützte viele Widerstandsgruppen und Untergrundzeitungen wie Trouw, Het Parool und Vrij Nederland. Walraven van Hall bekam den Beinamen Olieman (Ölmann), da er die Meinungsverschiedenheiten zwischen Gruppen abschwächen konnte.
Jeden Freitag trafen sich die Leiter der Widerstandsgruppen, aber am 27. Januar 1945 wurde der Ort des Treffens der deutschen Besatzungsmacht verraten. Die Leiter der Widerstandsgruppen wurden verhaftet. Walraven van Hall wurde am 12. Februar 1945 in Haarlem erschossen und nach dem Kriegsende mit vielen weiteren Widerstandskämpfern auf den Ehrenfriedhof Bloemendaal umgebettet.

## Gedenken
- 1946 wurde van Hall postum mit dem Verzetskruis geehrt.
- 1978 wurde Walraven van Hall von der Gedenkstätte Yad Vashem als Gerechter unter den Völkern ausgezeichnet.[4]
- 2010 wurde gegenüber der Nederlandsche Bank am Fredriksplein in Amsterdam ein Denkmal für ihn aufgestellt.[5]
- 2018 wurde der Film Der Bankier des Widerstands (niederländisch: Bankier van het Verzet) mit Barry Atsma in der Hauptrolle des Walraven van Hall veröffentlicht.[6]